# Lekkoatletyka na Letnich Igrzyskach Olimpijskich 1948 – rzut oszczepem kobiet
Rzut oszczepem kobiet – był jedną z konkurencji lekkoatletycznych rozgrywanych podczas igrzysk olimpijskich w Londynie. Zawody odbyły się w dniu 31 lipca 1948 roku na stadionie Empire Stadium.

## Rekordy
Tabela uwzględnia rekordy uzyskane przed rozpoczęciem rywalizacji.
|                   | Zawodniczka                 | Wynik   | Miejsce   | Data            |
| ----------------- | --------------------------- | ------- | --------- | --------------- |
| Rekord świata     | Niemcy Anneliese Steinheuer | 47,24 m | Frankfurt | 15 lipca 1942   |
| Rekord olimpijski | Niemcy Tilly Fleischer      | 45,18 m | Berlin    | 2 sierpnia 1936 |

## Terminarz
| Data          | Godzina |        |
| ------------- | ------- | ------ |
| 31 lipca 1948 | 14:30   | Finały |

## Wyniki
Rozegrano tylko serię finałową.
| Pozycja | Zawodniczka           | Kraj              | Finał | Uwagi |
| ------- | --------------------- | ----------------- | ----- | ----- |
| 1.      | Herma Bauma           | Austria           | 45,57 | OR    |
| 2.      | Kaisa Parviainen      | Finlandia         | 43,79 |       |
| 3.      | Lily Carlstedt        | Dania             | 42,08 |       |
| 4.      | Dorothy Dodson        | Stany Zjednoczone | 41,96 |       |
| 5.      | Jo Teunissen-Waalboer | Holandia          | 40,92 |       |
| 6.      | Johanna Koning        | Holandia          | 40,33 |       |
| 7.      | Dana Ingrová          | Czechosłowacja    | 39,94 |       |
| 8.      | Elly Dammers          | Holandia          | 38,23 |       |
| 9.      | Gerda Schilling       | Austria           | 38,01 |       |
| 10.     | Ingrid Almqvist       | Szwecja           | 37,26 |       |
| 11.     | Melania Sinoracka     | Polska            | 35,74 |       |
| 12.     | Theresa Manuel        | Stany Zjednoczone | 33,82 |       |
| 13.     | Nicole Saeys          | Belgia            | 31,77 |       |
| 14.     | Kay Long              | Wielka Brytania   | 30,29 |       |
| 15.     | Gladys Clarke         | Wielka Brytania   | 29,59 |       |